# Selumbung
Selumbung is een bestuurslaag in het regentschap Karangasem van de provincie Bali, Indonesië. Selumbung telt 2960 inwoners (volkstelling 2010).